# Via delle Girandole 10
| Recensione       | Giudizio |
| ---------------- | -------- |
| All Music Italia |          |

Via delle Girandole 10 è il settimo album in studio del cantautore italiano Fabrizio Moro, pubblicato il 17 marzo 2015 da La Fattoria del Moro e distribuito da Sony Music.

## Descrizione
Pubblicato a due anni di distanza dal precedente disco L'inizio, è stato anticipato dal singolo Acqua, reso scaricabile da iTunes dal 3 marzo. In precedenza, il 28 febbraio, era stato diffuso dal sito dell'ANSA il video del brano. Parte del testo di questa canzone era già stata diffusa dallo stesso Moro tramite la sua pagina ufficiale Facebook il 12 febbraio. Il disco contiene L'illusione e Da una sola parte, canzoni che aveva già cantato live nel suo tour de L'inizio. Il disco debutta al decimo posto nella Classifica FIMI Album.

## Il titolo
Il titolo dell'album, come viene spiegato in un post su Facebook, nasce così: "Ho pensato molto al titolo da dare a questo album, finché una sera, camminando per Montalto di Castro, dove si è svolta tutta la fase di preproduzione di questa mia ennesima fatica, mi sono accorto che la via che ogni sera percorrevo da circa due mesi, per smaltire le incazzature, assaporare le gioie, trovare delle soluzioni o magari soltanto per fumare, era intitolata VIA DELLE GIRANDOLE." 

## Tracce
Testi e musiche di Fabrizio Moro, eccetto dove indicato.
1. Buongiorno papà – 3:54
2. La partita – 3:05 (musica: Fabrizio Moro, Pier Cortese)
3. Acqua – 3:43 (musica: Fabrizio Moro, Roberto Cardelli)
4. Tu – 3:16 (musica: Fabrizio Moro, Pier Cortese)
5. Alessandra sarà sempre più bella – 4:20
6. Il vecchio – 3:41
7. Da una sola parte – 3:05
8. L'illusione – 4:04
9. I Remember You – 3:50 (musica: Fabrizio Moro, Andrea Febo)
10. Ciao zì – 1:09 (Fabrizio Moro, Pier Cortese, Andrea di Cesare)

L'edizione speciale dell'album, disponibile solo su iTunes, include una seconda versione di Alessandra sarà sempre più bella registrata in collaborazione con i Modena City Ramblers.

## Classifiche
| Classifica (2015) | Posizione massima |
| ----------------- | ----------------- |
| Italia            | 10                |

## Tour delle Girandole
Il Tour delle Girandole è il tour di supporto all'album, partito ufficialmente il 10 aprile a Torino.

### Date
| Data      | Città   | Luogo                          |
| --------- | ------- | ------------------------------ |
| 10 aprile | Torino  | Teatro Colosseo                |
| 11 aprile | Bologna | Teatro Duse                    |
| 12 aprile | Bari    | Teatro Palazzo                 |
| 17 aprile | Roma    | Auditorium della Conciliazione |
| 18 aprile | Roma    | Auditorium della Conciliazione |
| 19 aprile | Napoli  | Teatro Acacia                  |
| 23 aprile | Catania | Ma Musica Arte                 |
| 24 aprile | Milano  | Teatro del Verme               |
| 24 aprile | Firenze | Teatro Puccini                 |
| 8 maggio  | Cosenza | Teatro Garden                  |
| 9 maggio  | Pescara | Teatro Massimo                 |